# Where East Is East

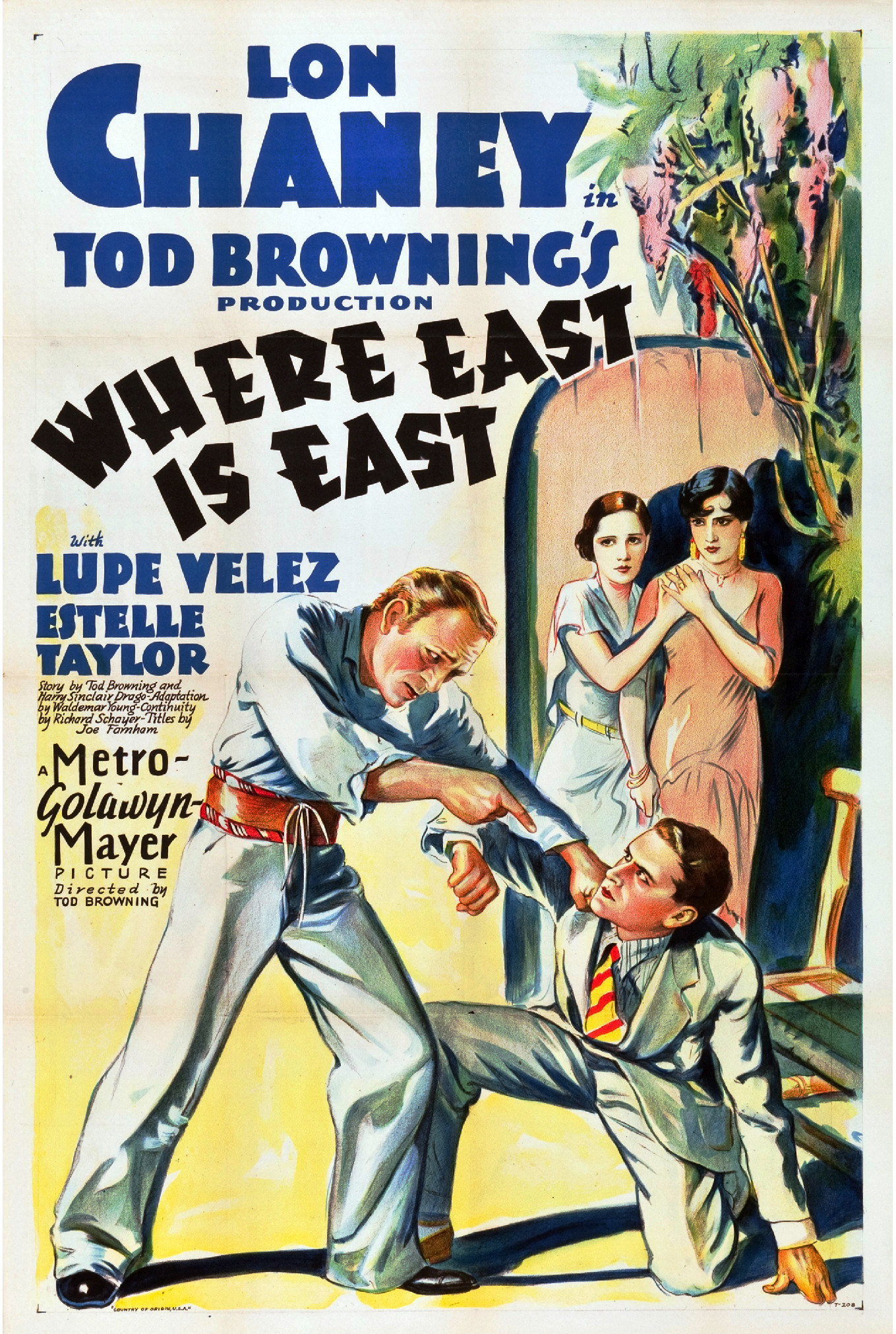
Poster van de Amerikaanse drama film Where East is East (1929).

Where East Is East is een Amerikaanse dramafilm uit 1929 onder regie van Tod Browning. Destijds werd de film in Nederland uitgebracht onder de titel De mystiek in het Oosten.

## Verhaal
Tiger Haynes is een jager in Indochina. Zijn dochter Toyo verlooft zich met Bobby, de zoon van een vriend van Haynes. Tiger gaat samenwerken met zijn aanstaande schoonzoon. Tijdens een van hun tochten ontmoeten ze mevrouw de Sylva. Zij is de moeder van Toyo en ze was vroeger getrouwd met Tiger. Als ze erachter komt dat Bobby en Toyo op het punt staan te trouwen, komen daar problemen van.

## Rolverdeling
| Acteur         | Personage        |
| -------------- | ---------------- |
| Lon Chaney     | Tiger Haynes     |
| Lupe Vélez     | Toyo Haynes      |
| Estelle Taylor | Mevrouw de Sylva |
| Lloyd Hughes   | Bobby Bailey     |
| Louis Stern    | Pastoor Angelo   |
| Mrs. Wong Wing | Ming             |